# Benrath-vonal

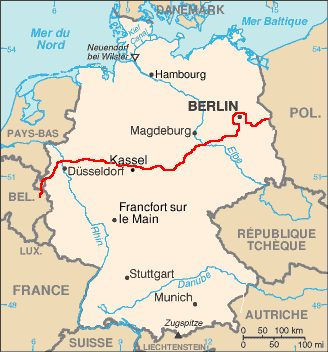

A Benrath-vonal a maken-machen izoglossza határát jelöli a kontinentális nyugati-germán nyelvjáráskontinuumon belül. A határ nyugat-keleti irányban halad és a belgiumi Eupennél kezdődik. Németországban Aachent és Benrathot (ma Düsseldorf része) érinti és áthalad a Rajnán. Olpe, Kassel, Nordhausen, Aschersleben és Dessau-Roßlau keresztezésével áthalad az Elba folyón, majd Berlin és Frankfurt an der Oder irányában találkozik a lengyel nyelvterülettel.
A Benrath-vonal nagy általánosságban a felnémet és alnémet nyelvjárások határa, de csak részben egyértelmű nyelvjáráshatár. A vonaltól északkeletre (tehát "fölötte") a reformáció óta a többségében evangélikus lakosság a Luther-Bibliát használta nemcsak a templomban, hanem otthon és az iskolában is. Mivel gyakran ez volt az egyetlen könyv a háztartásban, ebből tanultak írni és olvasni. A Bibliát Luther pedig felnémetre fordította, s ez északon gyakorlatilag idegen nyelv volt, ezért a Benrath-vonal északi oldalán nem alakulhattak ki felnémet nyelvjárások. A Benrath-vonal nem jelöli azonban az ófelnémet hangeltolódás határát, mert az Uerdinger-vonal ettől északabbra húzódik, amely az ik-ich izoglosszákat választja el.

## Külső Hivatkozás
- A Benrat-vonal térképe